# Брусницька мінеральна-3
Брусни́цька мінера́льна-3 — гідрологічна пам'ятка природи місцевого значення в Україні. Розташована в межах Брусницької сільської громади Вижницького району Чернівецької області, на північній околиці села Кальнівці.
Площа 0,3 га. Статус надано згідно з рішенням облвиконкому від 17.10.1984 року. Перебуває у віданні: Обласна комунальна установа «Обласна лікарня відновного лікування».
Статус присвоєно для збереження джерела мінеральної води (сірководнева, гідрокарбонатно-хлоридно-натрієва; мінералізація 4,8 г/л. Дебіт 80000 л/добу).